# Marinens Flyvebaatfabrikk M.F.10
Marinens Flyvebaatfabrikk M.F.10 (còn gọi là Høver M.F.10) là một loại thủy phi cơ huấn luyện quân sự của Na Uy, được sản xuất năm 1929.

## Tính năng kỹ chiến thuật
Dữ liệu lấy từ Hafsten 2003, 230
Đặc điểm tổng quát
- Kíp lái: 2
- Chiều dài: 8,735 m (26 ft 3 in)
- Sải cánh: 12,50 m (40 ft 8 in)
- Chiều cao: 3,50 m (11 ft 2 in)
- Diện tích cánh: 34 m2 (366 ft2)
- Trọng lượng rỗng: 1.040 kg ( lb)
- Trọng lượng có tải: 1.415 kg ( lb)
- Powerplant: 1 × Armstrong Siddeley Cheetah IIA, 224 kW (300 hp)

Hiệu suất bay
- Vận tốc cực đại: 200 km/h ( mph)
- Vận tốc hành trình: 135 km/h ( mph)
- Tầm bay: 450 km ( dặm)
- Vận tốc lên cao: 5,55 m/s ( ft/phút)